# 干旱毛蕨
干旱毛蕨（学名：Cyclosorus aridus）也称锐尖毛蕨、锯齿毛蕨，为金星蕨科毛蕨属下的一个种。